# Prowincja Tinduf
Prowincja Tinduf (arab. ولاية تندوف) – jedna z 48 prowincji Algierii, znajdująca się w zachodniej części kraju. 